# Брестак
Бреста́к (болг. Брестак) — село у Варненській області Болгарії. Входить до складу общини Вилчий Дол.

## Населення
За даними перепису населення 2011 року у селі проживали 970 осіб.
Національний склад населення села:
| Національність   | Кількість осіб | Відсоток |
| ---------------- | -------------- | -------- |
| болгари          | 851            | 89,4%    |
| турки            | 66             | 6,9%     |
| цигани           | 30             | 3,2%     |
| Всього відповіли | 952            |          |

Розподіл населення за віком у 2011 році:
Динаміка населення: